# Євченко Раїса Прокопівна
Раї́са Проко́півна Є́вченко (1941 , Ізюм, Харківська область ) — українська радянська діячка, фрезерувальниця Ізюмського оптико-механічного заводу Харківської області. Депутат Верховної Ради УРСР 9—10-го скликань (1975—1985 роки).

## Життєпис
Народилася 1941 року в місті Ізюм, тепер Харківська область, Україна. Освіта середня. 
З 1958 року — робітниця будівельно-монтажного тресту, фрезерувальниця Ізюмського оптико-механічного заводу Харківської області.

## Нагороди
- ордени
- медалі